# Beata Bocek
Beata Bocek (* 18. března 1983 Český Těšín) je česko-polská či slezská písničkářka. Chodila na základní školu v Českém Těšíně s vyučováním v polštině. Zpívá většinou polsky, výjimečně i česky, francouzsky či švédsky. Natočila čtyři sólová alba, za zatím poslední (2012) Ja tutaj mieszkam byla nominována na Anděla v kategorii world music. V letech 2007–2011 hrála s kapelou Ležérně a vleže; vedle toho v letech 2009–2011 působila kolem Beaty Bocek doprovodná kapela Beata Bocek Band, kde hráli Aleš Mrnuštík a Jiří Nedavaška, taktéž členové Ležérně a vleže. V současné sobě (2013) spolupracuje s doprovodnou kapelou „a hosté“ ve složení Tereza Včelicová, Filip Kramer a Alice Krejčí. Zároveň pracuje s Lucií Redlovou a Jitkou Šuranskou na projektu MDŽ (Muzikantky, Dámy, Ženy) a na projektu Víc než rok. Někdy vystupuje v duu se švédským multiinstrumentalistou Christofferem Strandhem buď se svými písničkami nebo se Strandhovými písničkami v rámci kapely Chris Beach.

## Diskografie
- sólová alba
  - Przeszkoda (Překážka), 2004
  - Czary moje, dary twoje, 2007
  - Zapraszam was do waszego cicha (Zvu vás do vašeho ticha), 2009
  - Ja tutaj mieszkam, 2012
  - O Tobje, 2016
- s Ležérně a vleže
  - Uondaný čas, 2010

Hostuje také na albech Pause skupiny 4Dogs, Malý kluk od Listoletu (obě 2013), Neboj písničkáře Jakuba Čermáka (2017) a Napodobování písma písničkáře Jana Běťáka (2023).